# Rospigliani
Rospigliani là một xã trong vùng hành chính Corse, thuộc tỉnh Haute-Corse, quận Corte (quận), tổng Vezzani. Rospigliani nằm trên độ cao trung bình là 700 mét trên mực nước biển, có điểm thấp nhất là 238 mét và điểm cao nhất là 1450 mét. Xã có diện tích 9,82 km², dân số vào thời điểm 1999 là 78 người; mật độ dân số là 7 người/km².

## Thông tin nhân khẩu
| 1962 | 1968 | 1975 | 1982 | 1990 | 1999 |
| ---- | ---- | ---- | ---- | ---- | ---- |
| 120  | 121  | 95   | 72   | 62   | 78   |